# 박성호 (여행작가)
박성호(1992년 1월 4일 ~)는 대한민국의 여행 작가이다.

## 학력
- 카이스트 산업디자인학과

## 저서
- 《바나나 그 다음,》 (2017년, 북하우스)
- 《은둔형 여행인간》 (2020년, 넥서스북)

## 개인 홈페이지
https://antsungho.com/

## 방송 출연
- TVN [문제적남자]
- SBS [SBS스페셜]
- KBS2 [생방송 아침이좋다]
- TV조선 [나를 떠나는 힐링로드]
- EBS [세계테마기행] "아프리카 버킷리스트, 탄자니아" 편 (2022)
- EBS [세계테마기행] "물 만난 노르웨이" 편 (2023)
- EBS [세계테마기행] "오지게 좋은 스리랑카" 편 (2024)